# Harriet Blom
Hendrika Geertruida (Harriet) Goudswaard-Blom (Den Haag, 20 oktober 1926 − Wassenaar 12 april 2019) was hofdame (honoraire) onder de Nederlandse koninginnen Juliana en Beatrix.

## Biografie
Blom trouwde met dr. Johan Marius (Han) Goudswaard (1921-2013), topman bij Unilever en de eerste fulltime strategisch directeur van die multinational, met wie zij verscheidene kinderen kreeg. Zij werd benoemd tot hofdame in 1978. Toen zij in 1993 terugtrad werd Lieke van Voorst van Beest in haar plaats tot hofdame benoemd.
Goudswaard-Blom overleed te Wassenaar op 92-jarige leeftijd.